# Hermann Wächter (Politiker, 1816)
Karl Friedrich Hermann Wächter (* 5. September 1816 auf der Kapellmühle bei Günserode; † 16. November 1903 in Eutin) war Pfarrer und Parlamentspräsident im Landtag Schwarzburg-Rudolstadt.

## Leben
Hermann Wächter war der Sohn eines Mühlenbesitzers. Er studierte Theologie und wurde am 16. Dezember 1846 zum Hilfsprediger ordiniert und wurde 1847 Pfarrer in Günserode.
Ab August 1852 war er als Stellvertreter von Gottlieb Schröter Mitglied des Landtags. 1853 wurde er 2. Diaconus in Frankenhausen. Am 16. Oktober 1854 wurde er für den Wahlkreis Frankenhausen-Stadt in den Landtag gewählt. Dort wurde er am 26. Januar 1855 mit 11 von 15 Stimmen auf Platz eins der Vorschlagsliste für den Landtagspräsidenten gewählt und am 27. Januar 1855 vom Fürsten ernannt.
1858 wurde er Pfarrer in Ringleben. 1868 berief man ihn als Beigeordneten in das Ministerium (Kirchenrat) und 1873 zum Superintendenten der Diözese Frankenhausen, wobei er seinen Wohnsitz in Ringleben behielt. Am 27. Juli 1881 wurde er Mitglied des Kirchenrates. Am 23. November 1882 erhielt er den Titel Kirchenrat und am 27. August 1897 den eines Geheimen Kirchenrates. Nachdem er am 1. April 1898 emeritiert wurde, lebte er bis zu seinem Tod in Eutin.